# گمینا اوروه
گمینا اوروه (به لهستانی:  Gmina Orły) یک گمینا در لهستان است که در شهرستان پژمشل واقع شده‌است. گمینا اوروه ۷۰٫۱۱ کیلومتر مربع مساحت و ۸٬۸۴۶ نفر جمعیت دارد.